# Општина Велес
Општина Велес је највећа и најважнија од 9 општина Вардарског региона у Северној Македонији. Седиште општине је истоимени град Велес.

## Положај
Општина Велес налази се у средишњем делу Северне Македоније. Са других страна налазе се друге општине Северне Македоније:
- север — Општина Петровец
- североисток — Општина Свети Никола
- исток — Општина Лозово
- југоисток — Општина Градско
- југ — Општина Чашка
- запад — Општина Зелениково

## Природне одлике
Рељеф: Општина Велес се средишњим делом налази у долини Вардара. Долина уз реку у овом делу тока није широка, али је плодна. Ободни делови су планински; у северном делу је планина Голешница, на западу је Јакупица, на југу планина Клепа. У северном делу општине Вардар пролази корз Таорску клисуру.
Клима у општини влада топлија варијанта умерене континенталне климе због утицаја Средоземља.
Воде: Вардар је најзначајнији ток у општини, а сви мањи водотоци се у њих уливају. Од њих најзначајнија је Бабуна, која тече у јужном делу општине.

## Становништво
Општина Велес имала је по последњем попису из 2002. г. 55.340 ст., од чега у седишту општине, граду Велесу, 43.716 ст. (59%). Општина је густо насељена, али је сеоско подручје знатно ређе насељено.
Национални састав по попису из 2002. године био је:
|           | Број   | Постотак |
| Укупно    | 55.340 | 100%     |
| Македонци | 46.767 | 84,9%    |
| Бошњаци   | 2.406  | 4,4%     |
| Албанци   | 2.299  | 4,2%     |
| Турци     | 1.724  | 3,1%     |
| Роми      | 800    | 1,5%     |
| Срби      | 540    | 1,0%     |
| остали    | 572    | 1,0%     |

## Насељена места
У општини постоји 32 насељених места, једно градско (Велес), а остало 31 са статусом села:
(* — насеље са српском мањином)
| - Велес - Бабуна - Башино Село - Башино Село - Белештевица - Бузалково - Ветерско | - Горњи Каласлари - Горњи Оризари - Доњи Каласлари - Доњи Оризари - Иванковци* - Карабуњиште - Клуковец | - Крушје - Кумарино - Лугунци - Мамутчево - Новачани - Ново Село | - Ораовец - Отовица - Раштани - Рудник* - Слп - Сливник | - Сојаклари - Сопот - Хрлевци - Црквино - Чалошево - Џидимирци |